# Mona Asuka Ott
Mona Asuka Ott, nacida en 1991 en Múnich, es una pianista clásica alemana y hermana menor de la famosa pianista Alice Sara Ott.

## Formación y participación en concursos
Mona Asuka Ott nació en Múnich en 1991; su madre japonesa había estudiado piano en Tokio y su padre era un ingeniero civil alemán. Dio su primera actuación pública al piano a la edad de cuatro años. Su profesor fue Karl-Heinz Kämmerling, al igual que de su hermana Alice Sara Ott, en el Mozarteum de Salzburgo.
En 1997, con seis años, quedó sexta en su Grupo, del Concurso Internacional Classica Nova In Memoriam Dmitri Shostakovich (Hannover, 1997).
Después ganó primeros premios en el concurso Grotrian-Steinweg de Brunswick; en el Jugend Musiziert y en el Concurso Internacional de Piano EPTA de Osijek.
Hizo su debut orquestal a los 13 años.
En 2006 fue finalista del 11º Concurso Internacional de Piano de Hamamatsu (Japón). También recibió ese mismo año el premio del público en los Juegos Olímpicos de Piano Kissinger en Bad Kissingen.
En septiembre de 2008 apareció en el concierto especial de la fundación "Piano furioso" en la Pequeña Sala del Laeiszhalle de Hamburgo.
Desde 2009 estudió con Bernd Glemser en la Universidad de Música de Würzburg. También ha recibido varias becas, entre ellas de la Fundación Degussa y de la Deutsche Stiftung Musikleben.

## Carrera
Mona Asuka Ott ha participado, entre otros, en el Festival de Piano del Ruhr, en el Festival de La Roque-d'Anthéron, el Festspiele Mecklenburg-Vorpommern, el Kissingen Sommer en los Días de la Música de Franconia y en el Festival Brunswick Classix.
Ha hecho actuaciones orquestales con la Orquesta Filarmónica Estatal de Halle – Staatskapelle Halle, la Hofer Symphoniker, la Orquesta de Cámara de Württemberg, la Orquesta Sinfónica Yomiuri Nippon, la Südwestdeutsche Philharmonie Konstanz y la Orquesta Sinfónica de Múnich.

## Discografía
El álbum en CD debut de Mona Asuka fue lanzado el 28 de julio de 2017 por el sello Oehms Classics y contó con composiciones para piano de Franz Schubert y Franz Liszt, que incluyen: 
- Schubert: 4 Impromptus  op. 90, D. 899: N° 1 en do menor, N° 2 en mi bemol mayor, N° 3 en sol bemol mayor, N° 4 en la bemol mayor. Grabado del 9 al 11 de marzo de 2017 en los Bavaria Musikstudios de Múnich.
- Liszt: Zwölf Lieder de Franz Schubert , 12 Lieder von Schubert, pág. 558: n.º 2, Auf dem Wasser zu singen ; N° 3, Du bist die Ruh ; No. 9, Ständchen von Shakespear e; N° 11, El caminante. Grabado del 9 al 11 de marzo de 2017 en los Bavaria Musikstudios de Múnich.
- Liszt: Années de pèlerinage ( Años de peregrinación ), S.162 "Venezia e Napoli". Années de pèlerinage II, Supplément, S.162 "Venezia e Napoli": nº 1, Gondoliera; N° 2, Canción; N° 3, Tarantella da Guillaume Louis Cottrau. Grabado del 9 al 11 de marzo de 2017 en los Bavaria Musikstudios de Múnich.